# Жаротривкість
Жаротри́вкість (жарості́йкість, окалиності́йкість) — властивість матеріалу, що характеризує його здатність протистояти при високій температурі хімічному руйнуванню, переважно, окисненню а для неметалевих матеріалів (жаротривкий бетон, цегла тощо) і механічному руйнуванню. 
За  ДСТУ 3830-98 для металевих матеріалів:
Жаротривкість — здатність металу чинити опір корозійній дії газів за високих температур .
Жаротривкість нарівні з жароміцністю є основним критерієм придатності даного матеріалу для високотемпературної експлуатації.

## Загальні поняття
Такі властивості мають спеціальні жароміцні й жаростійкі метали й сплави, бетони та композиційні матеріали, що можуть експлуатуватися при температурі 750 °C і вище. Наприклад, платина жаростійка і жароміцна до температури 1473К. Вольфрам жароміцний, але не жаростійкий, бо вже при 773-873К інтенсивно окислюється на повітрі.
Початкова стадія окиснення — чисто хімічний процес, проте, подальший перебіг окиснення — вже складний процес, що полягає не тільки в хімічному з'єднанні кисню  і металу, але і у дифузії атомів кисню і металу через багатофазний окиснений шар. При щільній плівці швидкість наростання окалини визначається швидкістю дифузії атомів крізь шар окалини, що у свою чергу залежить від температури і будови окисної плівки.

## Кількісні характеристики
Кількісними характеристиками жаротривкості є: 
- збільшення маси випробуваного зразка за рахунок поглинання металом кисню;
- зменшення маси після видалення окалини з поверхні зразка,

віднесені до одиниці поверхні і до часу випробування. Одночасно враховується стан поверхні зразка (виробу), який при однакових кількісних характеристиках може бути якісно різним. 

## Жаротривкість залізовуглецевих сплавів
Що стосується залізовуглецевих сплавів, то слід відмітити, що в процесі зростання температури спостерігається процес окиснення поверхні виробів, який значно інтенсифікується при досягненні температур 550…570 °C, коли замість досить щільних окисів Fe2O3 і Fe3O4 починається утворюватися пухкий окис FeO, який не перешкоджає проникненню кисню в глибину металу. Підвищення жаростійкості сталей досягається головним чином введенням хрому (08Х13, 12Х17), а також алюмінію та кремнію (15Х18СЮ), тобто елементів, що перебувають в твердому розчині і утворюють в процесі нагріву захисні плівки оксидів. Особливо широко використовують хром. Чим більший в сталі вміст хрому, тим вища жаростійкість. Тому в жаростійких феритних сталях його вміст доводять до 13…27%. На жаростійкість сталей позитивно впливають малі добавки деяких активних елементів (кальцій, ітрій, церій, лантан тощо).
Сталь 08Х13 застосовують в умовах впливу сірчистих газів при температурі до 500°С, сталі 08Х17Т, 12Х17 жаростійкі до 900°С, сталь 15Х25Т — до 1100°С.

## Жаротривкі нікелеві сплави
Жаротривкість нікелю, що на повітрі досить висока і так, може бути покращена шляхом введення Al, Si або Cr. Із сплавів такого типу важливе значення завдяки хорошому поєднанню термоелектричних властивостей і жаротривкості мають сплави нікелю з Al, Si і Mn (алюмель) і сплав нікелю з 10% Cr (хромель).
Значне застосування у техніці отримали жаротривкі сплави Ni з Cr — ніхроми. Найбільшого поширення набули ніхроми з 80% Ni, які до появи хромалів були найжаротривкішими промисловими матеріалами. Спроби здешевити ніхроми зменшенням вмісту в них Ni привели до створення фероніхромів, у яких значна частина Ni заміщена Fe. Найпоширенішою виявилася композиція з 60% Ni, 15% Cr і 25% Fe, хоча серйозної конкуренції ніхромам вона зробити не змогла. Ніхроми і фероніхроми характеризуються рідкісним поєднанням високої жаротривкості і високого електричного опору. Тому вони разом з хромалями є двома найважливішими класами сплавів, що використовуються для виготовлення високотемпературних електричних нагрівачів. Гранична робоча температура ніхромів цього типу складає, як правило, 1200 °C, а окремих марок і до 1250 °C.
Нікелеві сплави, що містять 15—30% Cr, леговані Al (до 4%), є жаротривкішими від сплавів, легованих Si. Такі сплави використовуються зазвичай для виготовлення жаротривких деталей, що працюють при температурах до 1250 °C і не зазнають значних механічних навантажень.